# معتز حجازي
معتز إبراهيم خليل حجازي، (مواليد 1982 - توفي 30 أكتوبر 2014) مُناضل فلسطيني وأحد أعضاء حركة الجهاد الإسلامي في بيت المقدس بِفلسطين، قُتل على يد قوات الإحتلال الإسرائيلي، بعد اتهامه بمحاولة قتل الحاخام يهودا غليك، عقب الاعتداءات المتكررة لهذا الأخير على المسجد الأقصى، ما أدّى لإغلاق المسجد الأقصى بشكل كامل، في سابقةٍ هي الأولى من نوعها منذ احتلال إسرائيل للقدس عام 1967.

## حياته
وُلد معتز عام 1982، واعتُقل في أحداث إنتفاضة الأقصى عام 2000 مع والده، وبقي في اعتقاله مدة 11 عامًا و6 أشهر قضى مُعظمها في العزل الانفرادي. كان المسؤول عن عمليات حرق وتخريب ممتلكات المستوطنين في القدس خلال العامين اللذين تليا إطلاق سراحه من سجون الاحتلال. كما اشتَبهت بِه أجهزة الاستخبارات الإسرائيلية في عملية إطلاق النار على أحد جنود الاحتلال قرب المسجد الأقصى خلال الحرب على غزة 2014، بالإضافة للعديد من عمليات استهداف المستوطنين بالطعن أو الحرق.

## استشهاده
في صباح يوم الخميس 30 أكتوبر 2014، قامت قوات الاحتلال الإسرائيلية باغتيال معتز والذي اتهمته بمحاولة اغتيال الحاخام اليهودي «يهودا غليك»، وذلك بعد اشتباك مُسلّح على سطح أحد المنازل في حي الثوري المتاخم لبلدة سلوان في القدس الشرقية.

## ردود أفعال
- إسرائيل: على إثر محاولة اغتيال الحاخام، أعلن وزير الأمن الداخلي الإسرائيلي يتسحاق أهرونوفيتيش إغلاق المسجد الأقصى بشكل كامل حتى إشعار آخر، وذلك في سابقة هي الأولى من نوعها منذ احتلال إسرائيل للقدس عام 1967.[1]
- حركة الجهاد الإسلامي: نعت الشهيد معتز حجازي وتعلن أنه أحد كوادرها.[3]